# Font del Solitari
La font del Solitari és una font del municipi de Vacarisses, Vallès Occidental, a la Serra de l'Obac.

## Situació
La font del Solitari està ubicada als peus del Paller de tot l’any una mica més amunt de la Calsina, al municipi de Vacarisses, a la serra de l’Obac. Per arribar-hi podem agafar el corriol que queda darrera de les ruïnes de la Calsina  i a la bifurcació haurem de girar a l’esquerra per anar a la font ja que pel camí de la dreta aniríem al refugi de d’en Gori.
Aquesta  font és troba dins del límit del Parc Natural de Sant Llorenç del Munt i l'Obac, creat el 1972. Des del 2000 també forma part de l'Inventari d'espais d'interès geològic de Catalunya (IEIGC) inventariat com espai d'interès geològic en el conjunt de la geozona Sant Llorenç del Munt i l'Obac, la qual forma part del parc natural majoritàriament.

## Descripció
Aquesta font construïda el 1949 i reformada el 1953  té una paret exterior de la cisterna de la font, que està decorada amb els totxos i les teules del Mas de Calsina. Per poder treure l'aigua, hi ha instal·lada una aixeta i a sota, hi ha una petita pica. Podem veure un forat de seguretat, a la part alta de la paret, que deixa sortir el sobrant de la cisterna quan es troba plena. No disposa de massa aigua i a vegades està seca.

## Història
En aquets indret hi va viure durant 13 anys el terrassenc en Gregori Jover, el Solitari. Un petit empresari de la construcció que a causa de les seves ideologies polítiques, va ser desterrat a un mínim de 10 quilòmetres de Terrassa l'any 1946, això el va portar a exiliar-se en el sot de la Calsina on va viure durant 13 anys.
El Gori i el seu fill Ramon, que per vacances d’estiu el visitava, van descobrir l’antic rec que aprofitant els degollats de la roca baixava fins on és ara la font, el netejaren i el referen amb les teules que encara quedaven de les restes de la casa de la Calsina i es decidiren a fer una font. Al 1959 el Gori va poder tornar a Terrassa on va morir als 90 anys.